# Chilocorus bipustulatus
Espèce
Chilocorus bipustulatus, la coccinelle des landes ou des bruyères, est une espèce de coléoptères de la famille des Coccinellidae.
Cet insecte se nourrit de pucerons et de cochenilles (Saissetia oleae, Aspidiotus nerii, Chionaspis salicis, Chrysomphalus aonidum, Pseudaulacaspis pentagona, Planococcus citri, etc.). Cette espèce a donc été introduite partout dans le monde pour participer à la lutte biologique en cas d'infestations,.

## Description

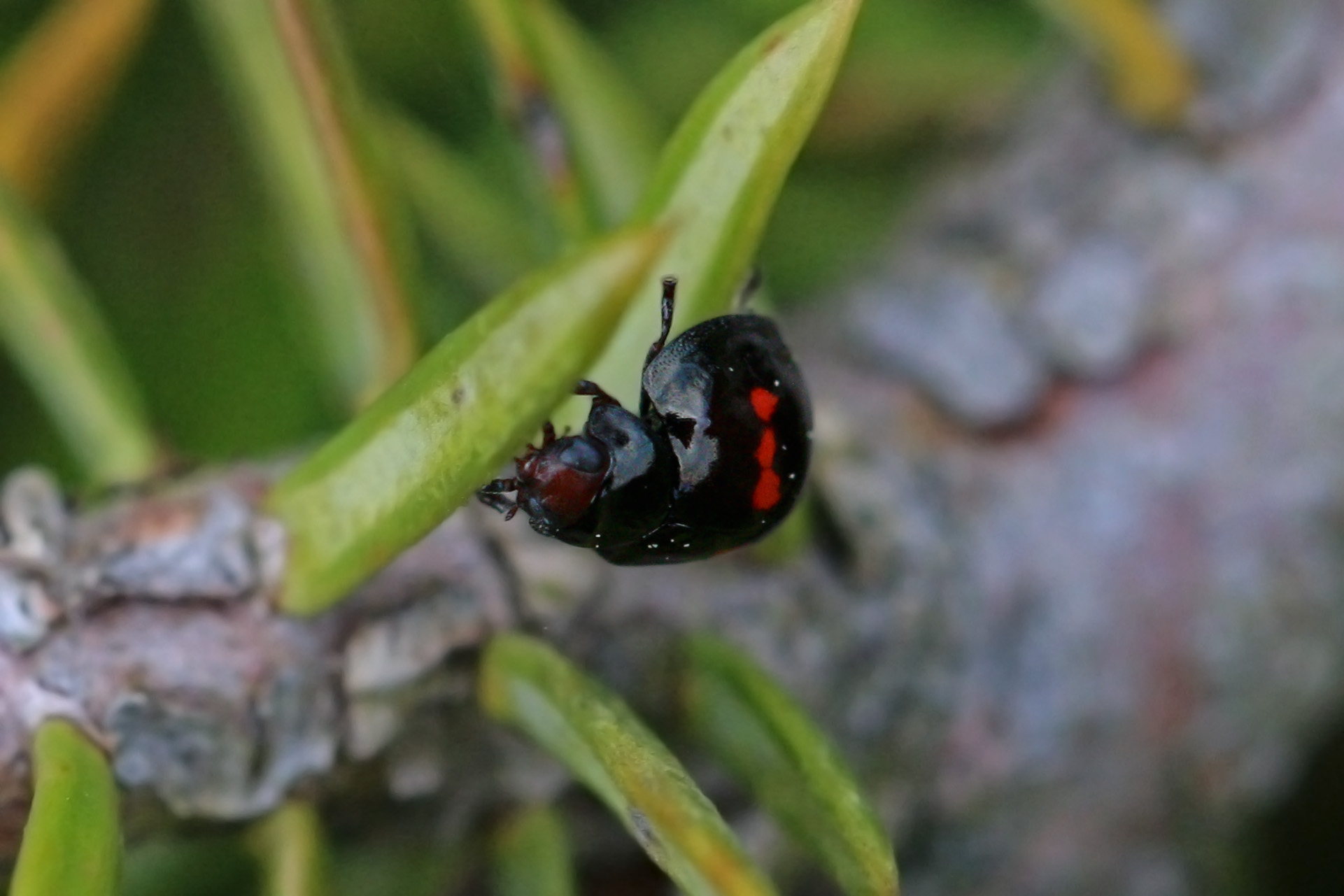
Chilocorus bipustulatus

L'imago est surmonté de deux élytres très bombés (qui confèrent l'aspect d'une tortue à ce petit insecte), ils ont une couleur marron brillant et portent chacun deux points rouge-orangé (d'où le nom en latin bipustulatus, signifiant deux pustules) mais parfois trois points courent sur une ligne horizontale où ils peuvent se rejoindre en taches plus grandes.
Les adultes atteignent 3 à 5 mm, on les rencontre de mai à octobre et ils sont capables d'hiberner.
La larve mature mesure environ 5 mm de long.

## Distribution
Ces coccinelles sont présentes dans presque toute l'Europe, au Moyen-Orient et en Afrique du Nord.

## Protection
Rare dans la région, Chilocorus bipustulatus fait partie des invertébrés strictement protégés en Wallonie (Belgique).